# Stadio del Littorio
Lo stadio del Littorio era un impianto sportivo sorto nel 1927 ed inaugurato l'anno successivo nella delegazione di Cornigliano a Genova.

## Descrizione
Concepito solo per il gioco del calcio, era di modello inglese e poteva contenere al massimo 15.000 spettatori.
Fu appositamente costruito durante gli anni della dittatura fascista per ospitare le gare interne de La Dominante; in seguito fu il terreno di gioco anche di Liguria, Sampierdarenese e Corniglianese. Nel complesso vi si disputarono 11 campionati di serie A, 5 di serie B ed uno di serie C. Fu il teatro della scalata della Sampierdarenese dalla terza alla massima serie, culminata con la promozione del 1933-34, del miglior piazzamento nella Serie A 1938-39 e della promozione dalla serie cadetta del 1940-41.
Danneggiato dagli eventi bellici, fu parzialmente recuperato ed utilizzato come campo di allenamento dalla Sampdoria nei primi anni di attività. Fu intitolato al portiere Valerio Bacigalupo nel 1950, prima di essere definitivamente demolito nel 1958: sul sito è stata poi costruita la rimessa degli autobus dell'AMT di via Giovanni d'Acri.
Nei mesi estivi era sede di spettacoli operistici.